# Torf- und Siedlungsmuseum

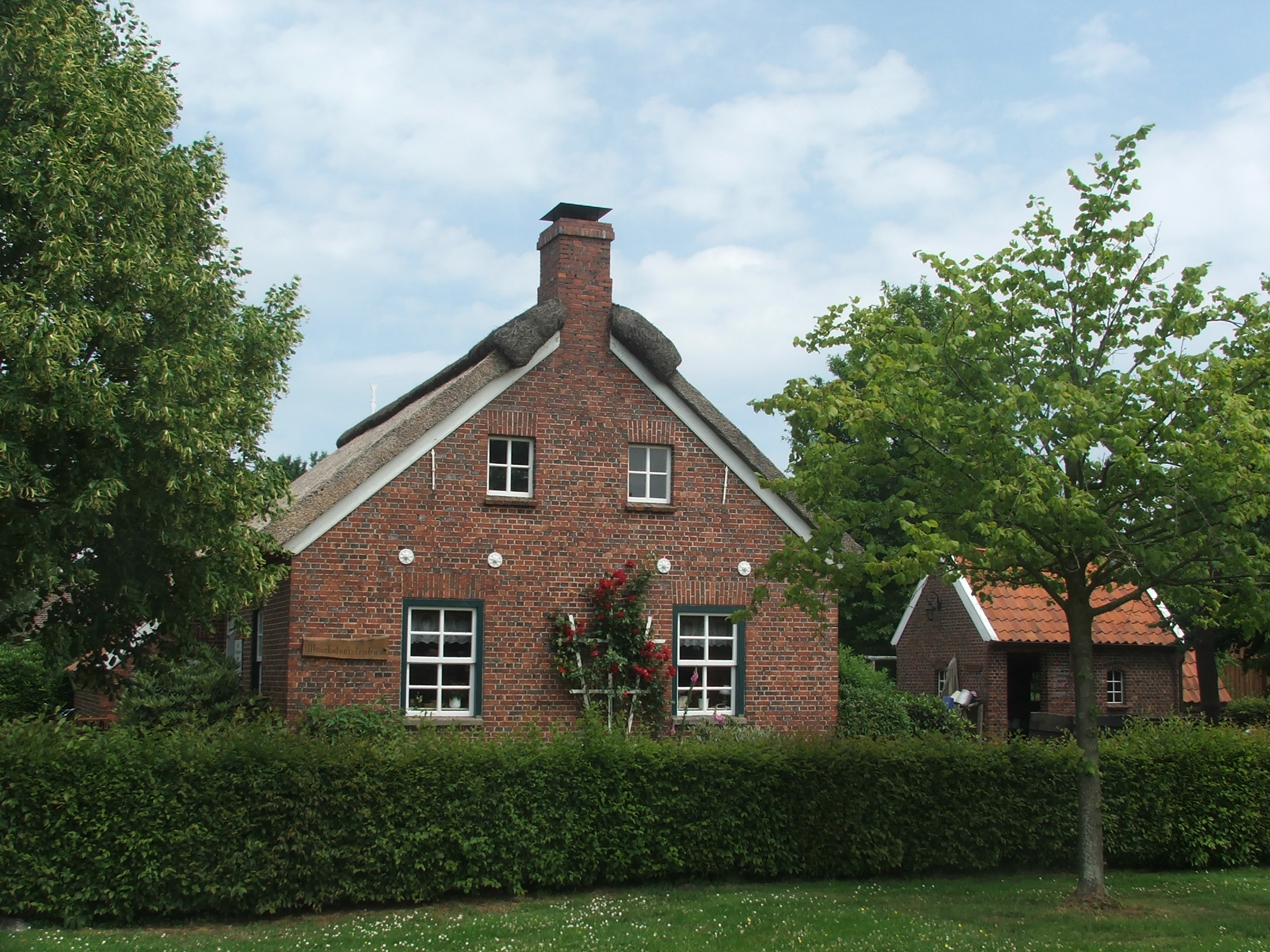
Kolonistenhaus

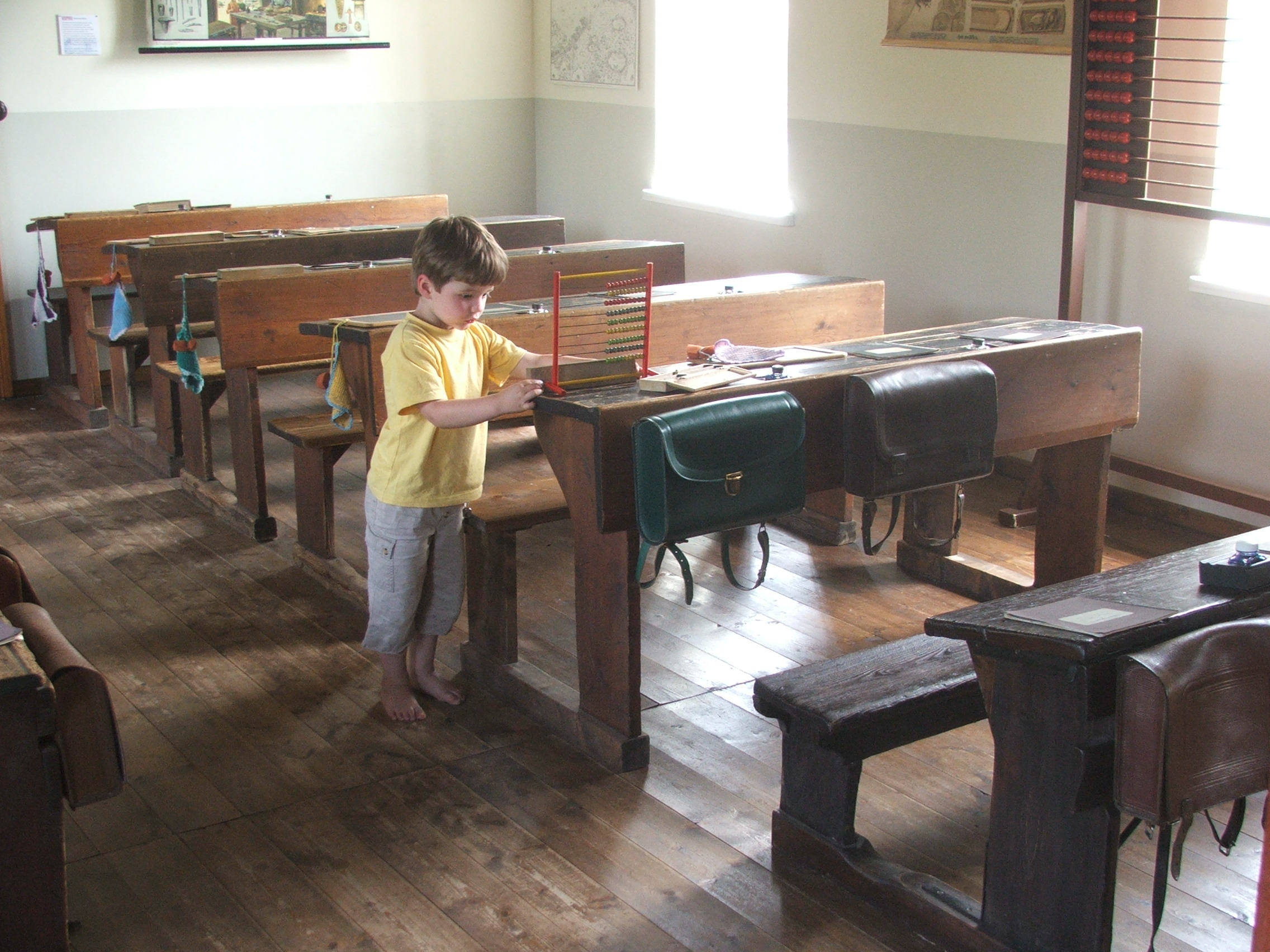
Historisches Klassenzimmer

Das Torf- und Siedlungsmuseum ist ein Heimatmuseum und Moormuseum in Wiesmoor im niedersächsischen Landkreis Aurich.
Es bietet seinen Besuchern Einblicke in das harte Leben und Arbeiten der ersten Wiesmoorer Siedler in der Zeit der Moorkolonisierung ab 1780 bis zur Zeit der Urbarmachung ab 1906. Das Museum besteht aus mehreren originalen, wiederaufgebauten Gebäuden. Dazu gehört unter anderem auch eine historische Dorfschule, eine Schmiede und ein Kolonistenhaus, das die Zeit um 1900 widerspiegelt. Mit dem Nachbau dieses Kolonistenhauses im Jahr 1988 erfolgte die Gründung des Museums. In einem weiteren Kolonistenhaus befindet sich das Trauzimmer. Das 2011 fertiggestellte Eingangsgebäude beherbergt eine Dorfgaststätte und einen Kolonialwarenladen.
Das Museum, das von April bis Oktober besucht werden kann, bietet auch Mitmach-Aktionen an: So können Besucher selbst beim Brotbacken im Backhaus mithelfen, sich im Trauzimmer trauen lassen oder eine Tasse Ostfriesentee trinken. Zudem können die unterschiedlichen großen Torfabbaumaschinen und Torfschiffe auf dem Gelände besichtigt werden. Die vorführbaren historischen Techniken, Geräte und Maschinen werden ständig erweitert.
Von der Blumenhalle Wiesmoor führt eine Mooreisenbahn zum Museum.